# Holzminden
Holzminden er administrationsby i Landkreis Holzminden i den tyske delstat Niedersachsen.
Byen ligger ved floden Weser har siden 2003 haft betegnelsen „Stadt der Düfte und Aromen“  og er en del af Metropolregion Hannover-Braunschweig-Göttingen-Wolfsburg.

## Geografi
Holzminden lligger i det øvre Weserbergland ved nordvestranden af mittelgebirgene Solling i Øvre Wesertal. Nordfor ligger mittelgebirgeområderne Vogler og Ith.
Byen ligger på østbredden af Oberweser, der på en strækning danner delstatsgrænse til Nordrhein-Westfalen, og nær byen ligger de nordrhein-westfälische småbyer Lüchtringen, Stahle og Höxter. PÅ den vestlige Weserbred ligger lidt mod syd klosteret Corvey.

### Nabokommuner
Byen Holzminden grænser til (meduret fra nord) Samtgemeinde Bevern med byen Bevern og det kommunefrie område (gemeindefreie Gebiet) Holzminden og Merxhausen (Landkreis Holzminden), det kommunefrie område Solling (Landkreis Northeim), Samtgemeinde Boffzen med kommunen Derental og det kommunefrie område Boffzen, samt mod vest Kreis Höxter og dens administrationsby Höxter i Nordrhein-Westfalen.